# Couvent de la Visitation de Nantes
Pour les articles homonymes, voir Couvent de la Visitation.
Le couvent de la Visitation est un ancien couvent de visitandines situé à Nantes, en France. Confisqué sous la Révolution française, il est devenu hôpital, cercle de garnison puis résidence pour personnes âgées. Il a été inscrit à l'inventaire supplémentaire des monuments historiques en 1925.

## Localisation
L'ancien couvent se trouve no 108 rue Gambetta derrière le musée des beaux-arts, non loin de l'église Saint-Clément, des cours Saint-Pierre et Saint-André et de la place Maréchal-Foch.

## Historique
L'ordre de la Visitation Sainte-Marie est fondé à Annecy en 1610 par François de Sales et Jeanne de Chantal. Soutenu par le mouvement de la Contre-Réforme, l'ordre connaît une rapide progression, et, à la mort de sa fondatrice sainte Jeanne de Chantal, en 1641, quatre-vingt-quatre couvents sont déjà fondés. Émanation de l'établissement de Moulins, un des premiers de l'ordre, celui de Nantes est la 39e « maison » de la Visitation.
Au début du XVIIe siècle est constituée, à l'est de la ville intra-muros, une propriété personnelle, La Mironnière. En 1633, l'ordre de la Visitation Sainte-Marie en prend possession, et y installe des religieuses. Elles font construire un couvent, constitué de quatre bâtiments entourant un cloître.
Au cours de la Révolution française, le couvent est confisqué et transformé en hôpital. C'est dans celui-ci que René Laennec fait ses premiers pas de chirurgien.
En 1842, on construit dans l'enclos du couvent, une caserne qui sera baptisée « caserne Bedeau » en l'honneur du général Alphonse Bedeau, natif de Vertou et qui s'illustra durant la conquête de l'Algérie. Cette caserne abrita un régiment d'infanterie jusqu'à son déménagement dans la « caserne Cambronne » vers les années 1880. Afin d'obtenir le cantonnement d'un régiment d'artillerie à Nantes, le maire Gabriel Guist'hau signe en 1909 une convention avec le ministère de la Guerre qui y installe dès décembre 1910, les premiers éléments du 51e régiment d'artillerie. De nouveaux bâtiments sont érigés pour l'occasion dans la « caserne Bedeau » et seront achevés à la fin de la Première Guerre mondiale. En 1911, une seconde convention entre la municipalité et le ministère officialise l'échange du château des Ducs de Bretagne alors propriété de l'État contre l'ensemble « Visitation-Bedeau » appartenant à la ville. À la fin des années 1970, l'ancien cloître devient le mess de la garnison,.
La porte d'entrée et le cloître sont inscrits au titre des monuments historiques le 21 décembre 1925.
En 2010, les bâtiments sont cédés par le Domaine en 2010 au promoteur nantais CISF Invest qui les a transformés en 2013 en résidence, « Les jardins d'Arcadie », comprenant 88 logements pour personnes âgées.

## Liste des supérieures
- 1690-1696 : Marie-Louise Laubier de La Chaussée
- 1696-1702 : Renée-Louise Priou
- 1702-1708 : Marie-Louise Laubier de La Chaussée
- 1708-1714 : Renée-Louise Priou
- 1714-1715 : Marie-Louise Laubier de La Chaussée
- 1716-1722 : Françoise-Angélique de Sesmaisons de Tréambert
- 1722-1728 : Marie-Constance d'Espinose
- 1728-1734 : Françoise-Angélique de Sesmaisons de Tréambert
- 1734-1740 : Marie-Constance d'Espinose
- 1740-1746 : Marie-Julienne Guilbaud
- 1746-1752 : Marie-Constance d'Espinose
- 1752-1758 : Hélène-Rosalie de Bruc de Montplaisir
- 1758-1762 : Céleste Le Ray
- 1762-1769 : Hélène-Rosalie de Bruc de Montplaisir
- 1769-1775 : Françoise-Elisabeth de La Chapelle-Moineau
- 1775-1781 : Claude-Marie de Bruc de Montplaisir
- 1781-1787 : Sophie-Félicité de Bruc de Montplaisir
- 1787-1792 : Claude-Marie de Bruc de Montplaisir

## Architecture et décor
Le lieu recèle plusieurs objets classés au titre des monuments historiques :
- des statues en bois peint représentant la Vierge à l'Enfant, réalisées entre le XVe siècle et le premier quart du XVIIe siècle, classées depuis le 10 octobre 1964[7] ;
- une chape de soie du XVIIIe siècle, classée depuis le 30 janvier 1964[8] ;
- une chape de soie du XVIIIe siècle, à fleurs rouges et broderie d'or, classée depuis le 10 août 1964[9] ;
- deux peintures monumentales sur plâtre, situées dans les deux chapelles latérales, le Couronnement de la Vierge et saint François de Sales, sainte Jeanne de Chantal Esaü, réalisées en 1863-1864 par Jules-Élie Delaunay, classées depuis le 25 février 1983[10].